# Luther (Oklahoma)
Luther es un pueblo ubicado en el condado de Oklahoma en el estado estadounidense de Oklahoma. En el año 2010 tenía una población de 1221 habitantes y una densidad poblacional de 105,26 personas por km².

## Geografía
Luther se encuentra ubicado en las coordenadas 35°39′38″N 97°11′29″O / 35.66056, -97.19139 (35.660659, -97.191521).

## Demografía
Según la Oficina del Censo en 2000 los ingresos medios por hogar en la localidad eran de $31,442 y los ingresos medios por familia eran $35,625. Los hombres tenían unos ingresos medios de $27,083 frente a los $20,208 para las mujeres. La renta per cápita para la localidad era de $13,934. Alrededor del 5.1% de la población estaban por debajo del umbral de pobreza.